# Micăsasa
Micăsasa (en hongrois : Mikeszásza, en allemand : Feigendorf) est une commune du județ de Sibiu en Roumanie.